# National Religious Broadcasters
National Religious Broadcasters (NRB) är en amerikansk kristen intresseorganisation som företräder 1 487 medieorganisationer, som tillsammans vill sprida kristen teologi och bibliska sanningar. Medieorganisationerna når ut veckovis till omkring 141 miljoner amerikanska mediekonsumenter.

## Historik
På tidigt 1940-tal hade det uppkommit osämja mellan evangelikalisterna och protestanterna rörande att sprida teologi via radio i USA. Protestanterna ansåg att radio borde vara reglerad så att inte oberoende evangelikalister kunde sprida evangelikalismen via offentliga radiovågor. Protestanterna hävdade att dessa vara opålitliga eftersom de inte var anslutna till några trossamfund. År 1943 beslutade Federal Council of Churches (idag en del av National Council of Churches) om att stödja förslaget om reglering. FCC började sätta press på de nationella radiobolagen CBS, Mutual Broadcasting System och National Broadcasting Company (NBC) om att genomföra regleringarna. FCC ansåg att religiösa radiosändningar skulle dels sändas som public service och på tider där radiobolagen donerade till dessa ändamål. Dels endast av religiösa medieorganisationer som hade blivit godkända av lokala och nationella trossamfund. Skulle detta gå igenom så skulle skulle alla evanglistiska radiosändningar utestängas på nationell nivå. Samma år samlades 150 personer, som var kyrkoledare och respresentanter för medieorganisationer inom evangelikalismen, och tog ett gemensamt beslut om att grunda NRB för att motarbeta kollektivt detta angrepp från protestanterna. NRB grundades officiellt året därpå.
Första framgången kom 1949 när American Broadcasting Company (ABC) beslutade om att häva förbudet mot betalda religiösa sändningar i radio, senare följde även de andra nationella radiobolagen i USA efter och upphävde sina egna förbud.